# Larmor-Radius

Bahn eines negativ geladenen Teilchens (z. B. Elektrons) mit Larmor-Radius;
das Magnetfeld verläuft senkrecht in die Zeichenebene hinein

Der Larmor-Radius {\displaystyle r_{g}\,} (nach Joseph Larmor; aufgrund der Bedeutung im Zyklotron auch Zyklotronradius; andere Bezeichnung Gyroradius/Gyrationsradius) ist der Radius der Kreisbewegung eines geladenen Teilchens in einem homogenen Magnetfeld:
{\displaystyle r_{g}={\frac {m\cdot v_{\perp }}{|q|\cdot B}}}
mit
- {\displaystyle m\ } Masse des geladenen Teilchens
- {\displaystyle v_{\perp }} Geschwindigkeitskomponente senkrecht zu den magnetischen Feldlinien
- {\displaystyle q\ } elektrische Ladung des Teilchens
- {\displaystyle B\ } magnetische Flussdichte des homogenen Magnetfelds.

Die Frequenz dieser Kreisbewegung wird Zyklotronfrequenz oder auch Gyrationsfrequenz genannt:
{\displaystyle \nu ={\frac {q\cdot B}{2\cdot \pi \cdot m}}}
Sie ist von der Larmor-Frequenz zu unterscheiden, die die Frequenz der Spinpräzession beschreibt.
Die Größe {\displaystyle B\cdot r_{g}} wird auch magnetische Steifigkeit genannt.

## Herleitung
Auf ein geladenes Teilchen, das sich in einem Magnetfeld bewegt, wirkt die Lorentzkraft:
{\displaystyle {\vec {F}}=q({\vec {v}}\times {\vec {B}})}
mit
- {\displaystyle {\vec {v}}} Geschwindigkeitsvektor des Teilchens,
- {\displaystyle {\vec {B}}} Vektor der magnetischen Flussdichte.

Die Richtung der Kraft wird durch das Kreuzprodukt der Geschwindigkeit und der magnetischen Flussdichte bestimmt. Daher wirkt die Lorentzkraft immer senkrecht zur Bewegungsrichtung und zwingt das Teilchen, sofern das Magnetfeld überall gleich (homogen) ist, auf eine Kreisbahn.
Gleichsetzen von Lorentzkraft und Zentripetalkraft:
{\displaystyle q\cdot v_{\perp }\cdot B={\frac {m\cdot v_{\perp }^{2}}{r_{g}}}}
ergibt durch Auflösen nach {\displaystyle r_{g}} die o. g. Formel für den Radius der Kreisbewegung.

## Normalisierter Gyroradius
In der Kernfusionstechnik bezeichnet man den Larmor-Radius bezogen auf eine typische Ausdehnung des Plasmas (bei toroidalen Geometrien wird der kleine Radius a verwendet) als normalisierten Gyroradius:
{\displaystyle \rho ^{*}={\frac {r_{g}}{a}}.}
Er ist ein wichtiger dimensionsloser Parameter für die Dimensionsanalyse von Fusionsreaktoren.